# Azalaïs d'Arbaud
Pour les articles homonymes, voir Arbaud.
Azalaïs d'Arbaud, née le 20 juin 1834 et morte le 12 septembre 1917, est une félibresse écrivant en langue d'oc.

## Biographie
Azalaïs d'Arbaud née Marie-Louise Valère-Martin, la Felibresso dou Couloun, vivait à Meyrargues (Bouches-du-Rhône). Épouse de Philippe d'Arbaud, elle est la mère de Joseph d'Arbaud et d'une fille prénommée Berthe. Elle a collaboré à l'Armana Prouvençau, en 1860 avec Madaleno e lou tavan rous, (premier poème écrit par une femme et inséré dans l'Armana depuis sa création en 1855) ;  La Dourgueto en 1862. En 1886 Elegio sus la mort de ma tourtouro a été couronnée aux Jeux Floraux d'Aix-en-Provence ; en 1888 elle a obtenu un premier prix aux Jeux Floraux de Digne pour l'Anello d'or.

## Œuvres
- Madaleno e lou tavan Lire en ligne sur Gallica
- La Dourgueto Lire en ligne sur Gallica.
- Lis amouro de ribas culido pèr la felibresso dou Cauloun (avec la traduction française) Joseph Roumanille, Avignon 1863 Télécharger au format pdf

## Postérité
La rue Azalais Martin en Avignon porte son nom.